# Gerhard von Malberg
Gerhard von Malberg (1200 körül – Montfort, 1246. november 26.) a Német Lovagrend  6. nagymestere. Egyidejűleg tagja volt a Templomos Lovagrendnek is.
A Rajna vidékéről származott. Édesapja Theodoric Aere őrgrófja volt. Anyjának Agnes von Malbergnek házassági hozományában benne volt a Malberg kastély, s ettől kezdve lett ez a család neve. Rajta kívül még két testvére volt Theodoric és Otto.
1217-től tagja a lovagrendnek a szentföldi Acréban (ma Akkó, Izrael). 1227-ben lett komtur, méghozzá a rend Toron dombon álló ispotályának.
Nem volt felhőtlen a viszonya többi a rendi testvérrel sem, mert Salzai Hermann nagymesterrel akadt néhányszor konfliktusa, különösképp a szentföldi kivonulást illetően, aminek jegyében a rend Magyarországra települt.

1241-től a lovagok nagymestere lett, Türingiai Konrádot követve. Már mindjárt uralkodása elején az Északnyugat-Oroszország elleni háborúban vett részt és főparancsnoka volt annak a német lovagokból, kardtestvérekből, észtekből és dánokból álló seregnek, ami 1242 tavaszán Novgorod meghódítására indult. A hadjárat tragédiával végződött: a Csúd-tavon, amely ekkor még mindig be volt fagyva, megütközött egy jóval nagyobb orosz sereggel. A körülkerített lovagok alatt beszakadt a jég, és sokan a tóba fulladtak. Az életben maradt lovagokat az oroszok kivégezték.
Az oroszországi vereséget nyomban követte a lovagrend porosz alattvalóinak felkelése, amelyhez II. Szvantopolk pomerán herceg is csatlakozott és a Rensen-tó mellett akkora vereséget mértek a lovagokra, hogy csak nehezen tudtak abból kilábalni. Von Malberg nem is élte meg a felkelés végét, mert 1246-ban meghalt Montfortban.
| Előző uralkodó: Türingiai Konrád | A Német Lovagrend nagymestere 1241 – 1244 | Következő uralkodó: Heinrich von Hohenlohe |